# Фонбозар
Фонбоза́р (фр. Fonbeauzard, окс. Fontboscat) — коммуна во Франции, находится в регионе Юг — Пиренеи. Департамент — Верхняя Гаронна. Входит в состав кантона Тулуза-14. Округ коммуны — Тулуза.
Код INSEE коммуны — 31186.

## География
Коммуна расположена приблизительно в 580 км к югу от Парижа, в 9 км к северу от Тулузы.
На востоке коммуны протекает река Эр-Мор.

## Климат
Климат умеренно-океанический. Зима мягкая и снежная, весна характеризуется сильными дождями и грозами, лето сухое и жаркое, осень солнечная. Преобладают сильные юго-восточные и северо-западные ветры.

## Население
Население коммуны на 2010 год составляло 2764 человека.
| 1962 | 1968 | 1975 | 1982 | 1990 | 1999 | 2010 |
| ---- | ---- | ---- | ---- | ---- | ---- | ---- |
| 247  | 278  | 588  | 1286 | 2393 | 2599 | 2764 |

## Администрация
| Период | Период | Фамилия         | Партия                  | Примечания |
| ------ | ------ | --------------- | ----------------------- | ---------- |
| 1959   | 1995   | Андре Жантилле  |                         |            |
| 1995   | 2001   | Жозеф Кабаллеро |                         |            |
| 2001   | 2020   | Робер Гримо     | Социалистическая партия |            |

## Экономика
В 2010 году среди 2041 человека трудоспособного возраста (15—64 лет) 1578 были экономически активными, 463 — неактивными (показатель активности — 77,3 %, в 1999 году было 71,2 %). Из 1578 активных жителей работали 1455 человек (731 мужчина и 724 женщины), безработных было 123 (50 мужчин и 73 женщины). Среди 463 неактивных 184 человека были учениками или студентами, 170 — пенсионерами, 109 были неактивными по другим причинам.

## Достопримечательности
- Замок Фонбозар (XVIII век). Исторический памятник с 1994 года[4]

## Фотогалерея
- Начальная школа
- Зал для торжественных мероприятий
- Торговый центр
- Река Эр-Мор